# Donald O. Heb
Donald Olding Heb FRS (22. jul 1904 – 20. avgust 1985) bio je kanadski psiholog koji je bio uticajan u oblasti neuropsihologije, gde je nastojao da izuči kako funkcija neurona doprinosi psihološkim procesima kao što je učenje. On je najpoznatiji po svojoj teoriji hebijskog učenja koju je uveo u klasičnom radu iz 1949. godine sa naslovom Organizacija ponašanja. On je opisan je kao otac neuropsihologije i neuronskih mreža. Jedan pregled časopisa Review of General Psychology objavljen 2002. godine, svrstao je Heba na 19. mesto po broju citacija među psiholozima 20. veka. Njegova stajališta o učenju opisala su ponašanje i misao u smislu moždanih funkcija, objašnjavajući kognitivne procese u kontekstu povezanosti neuronskih sklopova.

## Karijera
Godine 1928, Donald postao je diplomirani student na Univerzitetu Makgil. Ali, u isto vreme, postavljen je za direktora srednje škole Verden u predgrađu Montreala. On je radio sa dvojicom kolega sa univerziteta, Kelogom i Klarkom, da popravi situaciju. Zauzeo je inovativniji pristup obrazovanju — na primer, zadavao je interesantnije školske zadatke i slao svakoga ko se loše ponaša napolje (što je školski zadatak učinilo privilegijom). Magistrirao je psihologiju na Makgilu 1932. godine pod rukovodstvom uglednog psihologa Borisa Babkina. Hebova magistarska teza, pod naslovom Uslovljeni i bezuslovni refleksi i inhibicija, pokušala je da pokaže da su skeletni refleksi posledica ćelijskog učenja.
U julu 1934. Heb je primljen da studira kod Karla Lašlija na Univerzitetu u Čikagu. Njegov rad nosio je naslov „Problem prostorne orijentacije i učenja mesta“. Heb je, zajedno sa još dva studenta, pratio Lašlija na Univerzitet Harvard u septembru 1935. Ovde je morao da promeni svoju tezu. Na Harvardu je uradio svoje istraživanje teze o efektima rane vizuelne deprivacije na percepciju veličine i svetline kod pacova. Odnosno, uzgajao je pacove u mraku, a neke od njih na svetlu i upoređivao njihov mozak. Godine 1936. doktorirao je na Harvardu. Sledeće godine radio je kao istraživač-asistent Lešlija i kao asistent u nastavi psihologije za Edvina G. Boringa na Radklif koledžu. Ubrzo je objavljena njegova teza na Harvardu, a on je završio tezu koju je započeo na Univerzitetu u Čikagu.

## Teorije obrazovanja
Heb je bio ključan u definisanju psihologije kao biološke nauke tako što je identifikovao misao kao integrisanu aktivnost mozga. Njegovi pogledi na učenje opisali su ponašanje i razmišljanje u smislu funkcije mozga, objašnjavajući kognitivne procese u smislu veza između neuronskih sklopova. Ove ideje su igrale veliku ulogu u njegovim pogledima na obrazovanje i učenje.
Heb je posmatrao motivaciju i učenje kao srodna svojstva. Verovao je da je sve u mozgu međusobno povezano i da radi zajedno. Njegova teorija je bila da sve što doživljavamo u našem okruženju pokreće skup neurona koji se nazivaju ćelijski sklop. Ovaj ćelijski sklop su misli ili ideje mozga. Ovi ćelijski sklopovi zatim rade zajedno da formiraju sekvence faza, koje su tokovi misli. Kada se ovi ćelijski sklopovi i fazne sekvence formiraju, mogu se aktivirati stimulacijom iz okoline. Zbog toga, što je okruženje stimulativnije i bogatije, to više ćelijski sklopovi rastu i uče. Ova teorija je uticala na njegova verovanja u obrazovanje. Heb je verovao da je okruženje veoma važno za učenje kod dece. Deca uče tako što izgrađuju ove ćelijske sklopove i fazne sekvence. Obogaćeno okruženje sa različitim mogućnostima za senzorna i motorička iskustva doprinosi da deca razviju sklopove ćelija i fazne sekvence neophodne za nastavak učenja u odraslom dobu. Da bi to dokazali, Heb i njegove ćerke su kod kuće uzgajale pacove kućne ljubimce. Odgajajući ih u obogaćenom okruženju, pacovi su pokazali poboljšano učenje u lavirintu u odraslom dobu. Ovo istraživanje obogaćivanja životne sredine doprinelo je razvoju programa Početne prednosti koji se danas koristi.
Početna prednost je program za decu predškolskog uzrasta u porodicama sa niskim primanjima. Cilj programa je da pripremi decu za uspeh u školi kroz program ranog učenja koji pruža kognitivno stimulativne obrazovne aktivnosti. Prema nalazima u studiji o učešću Početne prednosti i spremnosti za školu, puno radno vreme učešća u programu je bilo povezano sa višim akademskim veštinama kod dece manje obrazovanih roditelja.
Jedna dugoročna studija Harta i Rislija pratila je 42 dece i njihove porodice tokom dve godine. Studija se fokusirala na rano usvajanje jezika i ulogu doma i porodice u rastu učenja reči i razvoju jezika. Rezultati njihovog istraživanja su pokazali da su dva najvažnija aspekta u usvajanju jezika ekonomske prednosti domova za decu i učestalost jezičkih iskustava. Studija je pokazala da deca u domovima nižeg socio-ekonomskog statusa, sa manje ekonomskih resursa, uče manje reči i usvajaju rečnik sporije od dece profesionalnih roditelja sa višim socio-ekonomskim statusom i pristupom raznovrsnijem i obogaćenom rečničkom iskustvu.
Heb je verovao da bi obezbeđivanje obogaćenog okruženja za učenje u detinjstvu bio koristan i u učenju odraslih, pošto se drugi tip učenja javlja kao odraslih. Ovaj drugi tip učenja je brže i pronicljivije učenje, jer su sklopovi ćelija i fazni nizovi već kreirani i sada se mogu preurediti na bilo koji način. Hebijanska teorija učenja podrazumeva da svako iskustvo sa kojim se osoba susreće postaje postavljeno u mrežu moždanih ćelija. Zatim, svaki put kada se određena radnja ili misao ponavlja, veza između neurona se jača, menjajući mozak i jačajući učenje. Pojedinac, u suštini, trenira svoj mozak. Što osoba ima izazovnija nova iskustva i praktikovanje, to se više novih veza stvara u njenom mozgu.

## Izabrane publikacije
- The Organization of Behaviour. 1949. John Wiley & Sons.  978-0-471-36727-7
- Essays on Mind. 1980. Lawrence Erlbaum.  978-0-89859-017-3.
- Textbook of Psychology, Textbook of Psychology Students' Handbook (with Don C. Donderi). 1995.  Kendall Hunt Pub Co.  978-0-7872-1103-5 archive.org

## Literatura
- Klein, R. M. (1999). „The Hebb legacy”. Canadian Journal of Experimental Psychology. 53: 1—3. doi:10.1037/h0087295.
- „Hebb, Donald O. (1904-1985)”. Gale Encyclopedia of Psychology (2 изд.). 2001.
- „Donald Hebb Biography”. Great Canadian Psychology Website. Приступљено 9. 3. 2006.
- „Did he or didn't he? The Canadian accused of inventing CIA torture”. The Globe and Mail. Приступљено 8. 1. 2016.
- Richard E. Brown; Peter M. Milner (decembar 2003). „The Legacy Of Donald O. Hebb: More Than The Hebb Synapse”. Nature Reviews Neuroscience. 4 (12): 1013—1019. PMID 14682362. doi:10.1038/nrn1257.
- „Donald Hebb (1904 - 1985)”. Harnad E-Print Archive and Psycoloquy and BBS Journal Archives. Архивирано из оригинала 13. 02. 2006. г. Приступљено 18. 3. 2006.
- Alfred W. McCoy (2007). „Science in Dachau's Shadow: Hebb, Beecher, and the Development of CIA Psychological Torture and Modern Medical Ethics”. Journal of the History of the Behavioral Sciences. 43 (4): 401—417. PMID 17912716. doi:10.1002/jhbs.20271.
- Heron, W. (1957). „The Pathology of Boredom”. Scientific American. 196 (1): 52—56. Bibcode:1957SciAm.196a..52H. doi:10.1038/scientificamerican0157-52.

## Spoljašnje veze
- Engelhardt, Tom (8. 6. 2009). „Pioneers of Torture”. antiwar.com.
- „Jennifer Lawrence on Her New Movie, New Relationship, and How She Stays So Damn Relatable”. Vogue.